# Олейник Олександр Михайлович
Олександр Михайлович Олейник (рум. Alexandru Oleinic; *8 грудня 1959, Купчинь, Єдинецький район) — молдовський політик українського походження, депутат Парламенту Молдови (2001-2009), міністр інформаційних технологій і зв'язку Молдови (2009-2010), Лідер Народної партії Молдови (з 2012). Громадський діяч, засновник благодійного Фонду «Молодь за Молдову» та Інституту політичних і соціальних технологій. Голова «Національного фонду по залученню і захист інвестицій» і ради директорів компанії «Milenium Management Grup».

## Біографія
- 1976-1981 — Кишинівський політехнічний інститут, факультет механіки;
- 1985-1988 — Державний університет Молдови, факультет економіки;
- 1982-1996 — Пройшов шлях від майстра до Генерального директора заводу АТ «Моноліт»;
- 1996-1998 — Генеральний директор Кишинівського тракторного заводу АТ «Трак»;
- 1998-2000 — Генеральний директор з управління державною власністю та приватизації;
- 2000-2001 — Генеральний директор Національного агентства із залучення інвестицій.

- 2001-2005 — Депутат Парламенту Республіки Молдова, член Комісії з питань економічної політики, бюджету та фінансів;
- 2005-2009 — Депутат Парламенту Республіки Молдова, член Комісії з соціального захисту, охорони здоров'я, сім'ї.

- 25 вересня 2009 відповідно до Указу Президента Республіки Молдова № 4-V призначений на посаду Міністра інформаційних технологій і зв'язку;
- 2009-2011 — Міністр інформаційних технологій і зв'язку;
- з 2012 — Голова «Національного фонду по залученню і захист інвестицій».

- 2013 — Голова ради директорів компанії «Milenium Management Grup».

## Політична діяльність
- 1997-2002 — Балотувався в Парламент за списками Соціал-демократичної партії «Фурніке». Член республіканської ради Соціал-демократичної партії «Фурніке»;
- 2001-2005 — Обрано в Парламент за списками «Альянсу Брагіша». Член комісії з питань економічної політики, бюджету та фінансів.
- 2002-2003 — Член республіканської ради Соціал-демократичного альянсу Молдови;
- 2003-2011 — Член республіканської ради партії Альянс «Наша Молдова»;
- 2005-2009 — Депутат Парламенту Молдови від блоку «Демократична Молдова». Член комісії з соціального захисту, охорони здоров'я та сім'ї;
- з 2012 — Співголова Народної партії Республіки Молдова.

## Громадська діяльність і нагороди
- 2005 — Засновник Благодійного Фонду «Молодь за Молдову» («Tinerii pentru Moldova»)
- 2009 — Один із засновників Інституту політичних і соціальних технологій (Institutul de Tehnologii, Analize Politice şi Sociologice)
- 1 грудня 2009 Олейник був нагороджений Орденом Пошани за величезну роботу в органах державної влади. А також у сприянні демократичним перетворенням і законодавчу діяльність.
- 2010 — Ініціатор організації Національної Конкурсу «ITineret — Майбутнє починається з тебе».

## Сім'я
Одружений, має дитину.